# Циглер, Вернер
Вернер Циглер (нем. Werner Ziegler; 30 апреля 1916 — 15 апреля 2001) — немецкий офицер, участник Второй мировой войны, подполковник (с июня 1944), кавалер Рыцарского креста с Дубовыми листьями и Мечами.

## Начало карьеры
Поступил на военную службу (в пехоту) в 1936 году. С 1938 года — лейтенант.

## Вторая мировая война
Участвовал в Польской кампании, затем во Французской кампании, награждён Железным крестом 2-й степени.
С октября 1940 года — командир роты, старший лейтенант. За Балканскую кампанию (бои в Греции) награждён Железным крестом 1-й степени.
С 22 июня, с началом Великой Отечественной войны, в составе Вермахта вторгся в СССР. Бои в районе Николаева, затем бои в Крыму. В декабре 1941 года награждён Рыцарским крестом.
В 1942 году — бои на реке Миус, затем бои на Кубани. За взятие Новороссийска старший лейтенант Циглер был награждён в сентябре 1942 года Дубовыми листьями (№ 121) к Железному кресту, произведён в звание капитана и назначен командиром батальона.
С мая 1943 года — майор, С июля 1943 года переведён в штаб 5-го армейского корпуса, затем в штаб 19-й танковой дивизии. С марта 1944 года — командир 186-го гренадерского полка (оборона Севастополя). В мае 1944 года остатки полка эвакуированы в Румынию, затем переведены в Венгрию. В июне 1944 года Циглер произведён в звание подполковника, в октябре 1944 года награждён Мечами (№ 102) к Рыцарскому кресту с Дубовыми листьями.
В ноябре 1944 года был тяжело ранен. После лечения в госпитале назначен в штаб 5-го армейского корпуса. 8 мая 1945 года взят в американский плен.

## После войны
Отпущен из плена в 1946 году.
С 1956 года — вновь на военной службе (в бундесвере), преподаватель в военном училище. С 1960 года — заместитель командира мотопехотной бригады, затем в звании полковника — командир мотопехотной бригады. В 1968 году уволен в отставку.